# Filip Stoilović
Filip Stoilović  (Servisch: Филип Стоиловић) (11 oktober 1992) is een Servische volleyballer, gespecialiseerd als buitenaanvaller.

## Sportieve successen

### Club
Servië Beker:
- 2009, 2011, 2013, 2014

Servië Kampioenschap:
- 2012, 2013, 2014, 2015
- 2010
- 2011

Servië Superbeker:
- 2011, 2012, 2013, 2014

Frankrijk Beker:
- 2017

Tsjechisch kampioenschap:
- 2021
- 2022

Tsjechische Beker:
- 2022[1]

### Nationaal team
Wereldkampioenschap onder 23:
- 2013

## Individuele onderscheidingen
- 2013: Het beste buitenaanvaller Wereldkampioenschap onder 23
- 2022: "Most Valuable Player" Tsjechische Beker[2]